# Скобелево (Николаевская область)
Скобелево (укр. Скобелеве) — село в Казанковском районе Николаевской области Украины.
Основано в 1875 году. Население по переписи 2001 года составляло 239 человек. Почтовый индекс — 56054. Телефонный код — 5164. Занимает площадь 0,767 км².

## Местный совет
56054, Николаевская обл., Казанковский р-н, с. Скобелево, ул. Центральная, 5